# تاكاشي إير
تاكاشي إير (باليابانية: 入江隆؛ بالكانا: いりえ たかし) هو مصارع هاوي ياباني، ولد في 10 مايو 1958 في إباراكي في اليابان.

## وصلات خارجية
- تاكاشي إير على موقع قاعدة بيانات المصارعة الدولية (الإنجليزية)
- تاكاشي إير على موقع أوليمبيديا (الإنجليزية)